# Drepanogynis incogitata
Drepanogynis incogitata är en fjärilsart som beskrevs av Louis Beethoven Prout 1915. Drepanogynis incogitata ingår i släktet Drepanogynis och familjen mätare. Inga underarter finns listade i Catalogue of Life.